# 伊藤アキラ
伊藤 アキラ（いとう アキラ、本名：伊藤 皓〈読み同じ〉、1940年〈昭和15年〉8月12日 - 2021年〈令和3年〉5月15日）は、日本の作詞家。千葉県出身。

## 人物
「オー・モーレツ!」（丸善石油）をはじめ、歌謡曲やアニメソング、コミックソング、CMソングなどの作詞を幅広く手がけ、その作品数は1,000曲を超える。
東京教育大学文学部在学中から三木鶏郎に師事し、三木が主宰する冗談工房に加入した。そこで番組主題歌やCMの作詞、番組構成、コントなどの執筆に従事したのち独立する。
2021年5月15日、急性腎不全のため死去した。80歳没。

## 主な作詞作品

### 歌謡曲
- 愛してます（歌：河合奈保子、作曲：川口真）
- 愛をください（歌：河合奈保子、作曲：松宮恭子）※松宮恭子と共作
- 哀愁Dream（歌：横田早苗、作曲：小杉保夫）
- アンアン小唄（歌：山形かゑる子（伊集加代子）、作曲：大瀧詠一）[注 1]
- 一枚の写真（歌：堀江美都子、作曲：穂口雄右）
- オー!ミステリー（歌：浅野ゆう子、作曲：筒美京平）
- ぽつりぽつり（歌：浅野ゆう子、作曲：筒美京平）
- 風が吹いたら恋もうけ（唄：中原理恵、作曲：大瀧詠一）[注 2]
- かもめが翔んだ日（歌・作曲：渡辺真知子）
- たとえば…たとえば（歌・作曲：渡辺真知子）
- 季節の翳りに（歌・作曲：渡辺真知子）
- たかが恋（歌・作曲：渡辺真知子）
- キラキラ星あげる（歌：大場久美子、作曲：平尾昌晃）
- 愛をみつけて（歌：大場久美子、作曲：平尾昌晃）
- 恋のブロックサイン（歌：アパッチ、作曲：森田公一）
- 恋人試験（歌：松本ちえこ、作曲：あかのたちお）
- 恋人願書（歌：松本ちえこ、作曲：あかのたちお）
- ハイ!授業中（歌：松本ちえこ、作曲：小泉まさみ）
- 海辺のあいつ（歌：松本ちえこ、作曲：小泉まさみ）
- さよならサンセット（歌：甲斐智枝美、作曲：安部恭弘）
- さよならの宿命（歌：西城秀樹、作曲：あかのたちお）
- サクラ・チル（歌：西城秀樹、作曲：クニ河内）
- ハローUターン（歌：西城秀樹、作曲：クニ河内）
- 海辺の駅へ（歌：西城秀樹、作曲：美樹克彦）
- サンシャイン（歌：堀江美都子、作曲：穂口雄右）
- ジャンポ!（JANPO）（歌：由美かおる、作曲：森田公一）
- 裏切り小僧（歌：野口五郎、作曲：宇崎竜童）
- 序曲・愛（歌：野口五郎、作曲：三木たかし）
- 青春の一冊（歌：野口五郎、作曲：佐藤寛）
- ダイヤル177（歌：野口五郎、作曲：山中涼平）
- 世界英雄史（歌：ピンク・レディー、作曲：川口真）
- 春ラ!ラ!ラ!（歌：石野真子、作曲：森田公一）
- 明日になれば（歌：石野真子、作曲：穂口雄右）
- ひょうきんパラダイス（歌：ひょうきんディレクターズ、作曲：小杉大五郎）
- ブルドッグ（歌：フォーリーブス、作曲：都倉俊一）
- 真夏のファンタジア（歌：榊原郁恵、作曲：杉真理）
- 魅惑・シェイプアップ（歌：内山田洋とクール・ファイブ、作曲：タケカワユキヒデ、作詞は奈良橋陽子と共同）
- モノレールのうた（歌：山野さと子、作曲：小林亜星）
- ガジュマルの島（歌：山野さと子、作曲・編曲：淡海悟郎）
- いろいろエクスプレス（歌：石田よう子・橋本潮、作曲：佐橋俊彦）
- 嵯峨野さやさや（歌：タンポポ、作曲：小林亜星）
- 恋に木枯し（歌：ザ・リリーズ、作曲：森岡賢一郎）
- 初恋スラローム（歌：ザ・リリーズ、作曲：佐瀬寿一）
- パパ キケン!（歌：ザ・リリーズ、作曲：宮川泰）
- 恋はサマー・フィーリング（歌：石川秀美、作曲：森田公一）
- 女にスジは通らない（歌：アン・ルイス、作曲：加瀬邦彦）
- 失恋蝙蝠男（歌：山本リンダ、作曲：高田弘）
- 港のソウル（歌：山本リンダ、作曲：林哲司）
- AIR MAIL（歌：山口百恵、作曲：浜田省吾）
- 愛のTWILIGHT TIME（歌：山口百恵、作曲：浜田省吾）
- PORTBELLOの銀時計（歌：山口百恵、作曲：浜田省吾）
- 宇宙旅行のパンフレット（歌：山口百恵、作曲：浜田省吾）
- 時の扉（歌：山口百恵、作曲：北野弦）
- のぞきからくり（歌：山口百恵、作曲：梅垣達志）
- テクノ・パラダイス（歌：山口百恵、作曲：梅垣達志）
- その時わたしはTAXIを停めた （歌：天馬ルミ子、作曲：川口真）
- キラリ・涙（歌：水谷絵津子、作曲：三木たかし）
- 白い寫眞館（歌：中村雅俊、作曲：クニ河内）
- 今では遅すぎる（歌：堺正章、作曲：ミッキー吉野）
- ほどほど（歌：堺正章、作曲：森田公一）
- セクシーNo.1（歌：松村雄基、作曲：鈴木キサブロー）
- 東京プレイ・マップ（歌：沢たまき、作曲：小谷充）
- どうぞ勝手に（歌：森田公一とトップギャラン、作曲：森田公一）
- 君へラブソング（歌：森田公一とトップギャラン、作曲：森田公一）
- Oh!クッキーフェイス（歌：夏目雅子、日本語詞、作詞：Biddu Appaiah、作曲：佐藤健）
- 夢追い列車（歌：小柳ルミ子、作曲：平尾昌晃）
- ザ・マジック（歌：朝風まり、作曲：都倉俊一）
- 坂道の酒場(歌：西田敏行、作曲：森田公一)
- ところで息子(歌：西田敏行、作曲：森田公一)

### 『ひらけ!ポンキッキ』関連曲
- ポンキッキ・スキャット（初代オープニング、歌：ポンキッキ合唱団、作曲：佐藤勝）
- 今日も1センチ（4代目オープニング、歌：マナ、作曲・編曲：有澤孝紀）
- もっと!（7代目オープニング、歌：しばたかの、作曲：いけたけし）
- アラッ!でんわ（歌：ぶんけかな、作曲：林哲司、編曲：大谷和夫）
- 上と下のうた（歌：ロイヤルナイツ、作曲・編曲：藤家虹二）
- かずのうた（歌：ムーン・ドロップス、作曲・編曲：森田公一）
- きた!きた!とっきゅう　(歌: 窓花さなえ、作曲：勝誠二、編曲：ACHILLES)
- げんきたいそう ポンキッキ（歌：木の内もえみ、作曲：後藤次利）
- このみちどんどん（歌：のこいのこ・ガチャピン・ムック、作曲・編曲：有澤孝紀）
- サンド1! 2! 3!（歌：杉山佳寿子、作曲：古田喜昭、編曲：長沢 ヒロ）
- せかいのくるま（歌・作曲：SHIKAMON、編曲：ACHILLES）
- そらのおねえさん（歌・作曲：穂早菜、編曲：鶴来正基）
- そらとぶなかま（歌：本間勇輔・森の木児童合唱団、作曲・編曲：越部信義）
- ドキドキドン!一年生（歌：ぶんけかな、作曲・編曲：桜井順）
- なにつんでるの?（歌：春野うらら・石井杏子・世田谷ジュニア合唱団、作曲・編曲：鶴来正基）
- のりたいでんしゃ はしるきかんしゃ（歌：のこいのこ、作曲：越部信義、編曲：馬飼野俊一）
- はたらくくるま（歌：のこいのこ、作曲・編曲：越部信義）
- はたらくくるま2（歌：子門真人、作曲・編曲：越部信義）
- はたらくくるま3（歌：窓花さなえ、作曲：越部信義、編曲：西脇辰弥）
- はだかまつりジャバ（歌：かいばしらず、作曲：鹿紋太郎、編曲：小林信吾）
- はなのにっぽんさのよいよい（歌：片岡鶴太郎、作曲：いけたけし、編曲：赤坂東児）
- ふねがゆく（歌：本間勇輔、作曲・編曲：馬飼野俊一）
- ペンギンポン!!（歌：クニ河内・石黒孝子、作曲：クニ河内）
- ぼくはジャンボのパイロット（歌：JUICE、作曲：勝誠二、編曲：桜井鉄太郎）
- ぼくはでんしゃ（歌：子門真人・ぶんけかな、作曲・編曲：越部信義）
- ヤッホー!しんかんせん（歌：おがわみと、作曲：SHIKAMON、編曲：ACHILLES）

### NHK（『みんなのうた』・『おかあさんといっしょ』など）関連
- びっくりしゃっくり（作曲：越部信義 第47回NHK全国学校音楽コンクール小学校の部課題曲）
- ビューティフル・ネーム（歌：ゴダイゴ、作曲：タケカワユキヒデ、作詞は奈良橋陽子と共同）
- ホ! ホ! ホ!（作曲：越部信義）
- ヒロミ（歌：原田潤、作曲：平尾昌晃）
- 南の島のハメハメハ大王（歌：水森亜土とトップギャラン、作曲：森田公一）
- オランガタン（歌：惣領泰則とジムロックス、作曲：惣領泰則）
- ふたりは80才（歌：天地総子・下條アトム、東京放送児童合唱団） その他

### 『ロンパールーム』関連
- おまつりドン（歌：いのうえみどり、コロムビアゆりかご会、作曲・編曲：菊池俊輔）

### 『モンチッチ』関連
- 8時だョ!ふた子のモンチッチ（歌：朝倉理恵、作曲：小林亜星、編曲：高田弘）
- ふた子のモンチッチ天使（歌：朝倉理恵、作曲：小林亜星、編曲：高田弘）
- ふた子のモンチッチのうた（歌：いとうのりこ（現：日髙のり子）、作・編曲：高田弘）
- どこかのだれかとモンチッチ（歌：いとうのりこ、作・編曲：高田弘）

### アニメ主題歌
- 進め正太郎（『鉄人28号』エンディング、作曲：越部信義）
- 夜霧のハニー（『キューティーハニー』エンディング、歌：前川陽子、作曲：渡辺岳夫）
- ふた子のモンチッチのうた（『ふた子のモンチッチ』オープニング、歌：いとうのりこ、作曲：高田弘）
- ハローララベル（『魔法少女ララベル』オープニング、歌：堀江美都子・コロムビアゆりかご会、作曲：いずみたく）
- 魔法少女ララベル（『魔法少女ララベル』エンディング、歌：堀江美都子・コロムビアゆりかご会、作曲：いずみたく）
- ラムのラブソング（『うる星やつら』オープニング、歌：松谷裕子、作曲：小林泉美）
- 宇宙は大ヘンだ!（『うる星やつら』エンディング、歌：松谷裕子、作曲：小林泉美）
- Dancing Star（『うる星やつら』2代目オープニング、歌：小林泉美、作曲：小林泉美）
- 夢はLove Me More（『うる星やつら』5代目エンディング、歌：小林泉美、作曲：小林泉美）
- トライダーG7のテーマ（『無敵ロボ トライダーG7』オープニング、歌：たいらいさお、作曲：茅蔵人）
- 俺は社長だ（『無敵ロボ トライダーG7』エンディング、歌：たいらいさお、作曲：茅蔵人）
- 最強ロボ ダイオージャ（『最強ロボ ダイオージャ』オープニング、歌：たいらいさお、作曲：渡辺宙明）
- ヨカッタネ宇宙（『最強ロボ ダイオージャ』エンディング、歌：たいらいさお、作曲：渡辺宙明）
- マルス2015年（『ジェッターマルス』オープニング、歌：スチーブン・トート、作曲：越部信義）
- 少年マルス（『ジェッターマルス』エンディング、歌：スチーブン・トート、大杉久美子、作曲：越部信義）
- おやすみマルス（『ジェッターマルス』２代目エンディング、歌：大杉久美子、作曲：越部信義）
- スタージンガーの歌（『SF西遊記スタージンガー』オープニング、歌：ささきいさお、こおろぎ'73、作曲：菊池俊輔）
- 宇宙の戦士スタージンガー（『SF西遊記スタージンガー』２代目オープニング、歌：ささきいさお、こおろぎ'73、作曲：菊池俊輔）
- 姫のためなら（『SF西遊記スタージンガー』エンディング、歌：コロムビアゆりかご会、こおろぎ'73、作曲：菊池俊輔）
- タンサー5のテーマ（『科学冒険隊タンサー5』オープニング、歌：ビリー山口、作曲：淡海悟郎）
- わりきれなくて（『科学冒険隊タンサー5』エンディング、歌：ビリー山口、作曲：淡海悟郎）
- 見たいもの見たい（『ダッシュ勝平』オープニング、歌：KiKi、作曲：はやしこば）
- 青春ダッシュ!（『ダッシュ勝平』エンディング、歌：KiKi、作曲：はやしこば）
- Lはラブリー（『The・かぼちゃワイン』オープニング、歌：かおりくみこ、作曲：馬飼野康二）
- 青葉春助・ザ・根性（『The・かぼちゃワイン』エンディング、歌：古川登志夫、作曲：小林亜星）
- オレンジのダンシング（『ななこSOS』オープニング、歌：高橋みゆき、作曲：新田一郎）
- 星空ノクターン（『ななこSOS』エンディング、歌：高橋みゆき、作曲：新田一郎）
- ストップ!! ひばりくん!（『ストップ!! ひばりくん!』オープニング、歌：雪野ゆき、作曲：小林泉美）
- コンガラ・コネクション（『ストップ!! ひばりくん!』エンディング、歌：星野アイ、作曲：小林泉美）
- a・chi-a・chiアドベンチャー（『魔神英雄伝ワタル』エンディング、歌：a・chi-a・chi、作曲：池毅）
- 虹の彼方に（『魔神英雄伝ワタル2 超激闘編』エンディング、歌：高橋由美子、作曲：多々納好夫）
- やるぞ一発!野球道（『一発貫太くん』オープニング、歌：千葉由美・ヤング・フレッシュ・こおろぎ'73、作曲：市川昭介）
- ホーマーズの歌（『一発貫太くん』エンディング、歌：ヤング・フレッシュ・こおろぎ'73、作曲：市川昭介）
- ワンダービート（『ワンダービートS』）前期エンディング、後期オープニング、歌：燕奈緒美・真由美、作曲・編曲：奥慶一）
- ほしさがし（『まんが日本昔ばなし』エンディング、歌：相田文三、東京少年少女合唱隊、作曲・編曲：有澤孝紀）
- みんなでたんじょうび（『まんが日本昔ばなし』エンディング、歌：中村花子、ヤング・フレッシュ、作曲・編曲：小林亜星）
- がんばれば愛(アニメ映画「がんばれ!!タブチくん 第2弾 激闘ペナントレース」、「がんばれ!!タブチくん!! タブチくん!! 初笑い 第3弾 あゝツッパリ人生」エンディング、歌：クレイジー・パーティー、作曲・コーラス：大瀧詠一、編曲：乾裕樹)※がんばれ!!タブチくん!!の画が使われた中外製薬(当時)「新グロモント」CMソングにも起用。

### アニメ挿入歌
- ララベルマーチ（『魔法少女ララベル』挿入歌、歌：堀江美都子・コロムビアゆりかご会、作曲：武市昌久）
- マイビューティフルタウン（『魔法少女ララベル』挿入歌、歌：堀江美都子・こおろぎ'73、作曲：渡辺岳夫）
- 咲花小学校スクールソング（『魔法少女ララベル』挿入歌、歌：堀江美都子・コロムビアゆりかご会、作曲：いずみたく）
- アラレちゃん登場!!（『Dr.スランプ アラレちゃん』挿入歌、歌：水森亜土、作曲：水谷公生）
- 空豆ロックンロール（『Dr.スランプ アラレちゃん』挿入歌、歌：こおろぎ'73、作曲：水谷公生）
- やっぱりワシが主人公（『Dr.スランプ アラレちゃん』挿入歌、歌：内海賢二、作曲：たちはらるい）
- 愛・Forever（『Dr.スランプ アラレちゃん』挿入歌、歌：内海賢二、作曲：菊池俊輔）
- プリンセスあんみつ（『あんみつ姫』挿入歌、歌：小山茉美、作曲：小笠原寛）
- あまから城あっぱれ音頭（『あんみつ姫』挿入歌、歌：小山茉美、作曲：小笠原寛）

### テレビ番組主題歌
- 『モーニングジャンボ奥さま8時半です』テーマ曲（TBS、作曲：小林亜星）
- 『マルチ・スコープ』テーマ曲「ゆらりろ」(NHK)、作曲・歌：大瀧詠一

### CMソング・店のテーマソング
- オー・モーレツ!（丸善石油（現：コスモ石油）「丸善ガソリン100ダッシュ」、歌：はつみかんな・ハニー・ナイツ、作曲：越部信義）
- どこから来たのかおまえと俺（スバル・レオーネ、富士重工業（現：SUBARU）、歌：尾崎紀世彦、作曲：荒川康男）
- 日立の樹（日立グループ、歌：ヒデ夕樹・朝コータロー・シンガーズ・スリー、杉並児童合唱団、作曲：小林亜星）
- シャインニング・スカイ（全日本空輸、歌：Tinna、作曲：惣領泰則）
- 答一発! カシオミニ（カシオ計算機「カシオミニ」、歌：岡田恭子・庄司淳、作曲：はやし・こば）
- 明るい笑顔で（養命酒製造、「圓蔵の歌謡一直線」主題歌、作曲：越部信義）
- パッ! とさいでりあ（新興産業「さいでりあ」、歌：富田伊知郎 → 小林亜星 → 岩崎宏美、作曲：小林亜星）
- 青雲のうた（日本香堂「青雲」、歌：森田公一→尾崎紀世彦→錦織健→林家たい平、作曲：森田公一）
- さいしょのパンダはくろかった（ヤクルト、歌：常田富士男・こおろぎ'73、作曲・編曲：萩田光雄）
- ラッパ一発（丸大食品「ウインナー・フランクフルト」、歌：山崎功・劇団こまどり、作曲：越部信義）
- Cider '73、Cider '75、Cider '77、Cider '83（朝日麦酒（現：アサヒ飲料）「三ツ矢サイダー」、歌：大瀧詠一）
- 三ツ矢サイダー '76（朝日麦酒（現：アサヒ飲料）「三ツ矢サイダー」、歌・作曲：山下達郎）
- ぽんぽこサンバ（札幌狸小路商店街、作曲：小林亜星）
- 酒のこころ（日本清酒「千歳鶴」、歌：瀬川瑛子、作曲：栗野圭一）
- しあわせって なんだっけ（補作詞。キッコーマン「ぽん酢しょうゆ」、歌：明石家さんま、作詞：関口菊日出、作曲：高橋千佳子）
- お父さんはガンバルマン（第一生命、歌：佐瀬寿一、西田敏行、作曲：佐瀬寿一）
- 出前一丁（日清食品「出前一丁」、作曲：大瀧詠一）
- 愛媛みかんの歌、ポンジュースの歌（歌：藍美代子、作曲：平尾昌晃）
- かっぱえびせん（カルビー「かっぱえびせん」、作曲：筒井広志）
- アシカがよろしく（足利銀行、歌：晴山さおり、作曲：小杉大五郎）
- ヰセキトラクター（井関農機「ヰセキトラクター」、歌：加山雄三、作曲：森田公一）
- サトームセンCMソング（サトームセン、作曲：長沢ヒロ）
- あれま! おやま!（小山ゆうえんち、作曲：キダ・タロー）
- 空と海のホテル三日月（ホテル三日月、歌：クレッセント、作曲：佐瀬寿一）
- 毎度毎度のおさそいに（大正製薬「大正漢方胃腸薬」、作曲：はやし・こば）
- 夕焼けレッドで帰りましょう（サントリー「サントリーレッド」、歌：ザ・キングトーンズ、作曲：杉真理）
- ハウスみぞれっ子、ハウスみぞれっ子&シャービック（ハウス食品「みぞれっ子」「シャービック」、歌・作曲：山下達郎）
- 男には飲ませるな（サントリー「赤玉パンチ」、歌：鳳蘭）
- セイコー月ようの朝（服部時計店（現：セイコーグループ）、歌：佐良直美、作曲：小林亜星）
- もう一枚から（理想科学工業「プリントゴッコ」、歌：ジャッキー高橋、宮下文一、作曲：小林亜星）
- ボンボンボン!（ゼブラ「シャーボ」、作曲：小林亜星）
- 渚に連れてって（明治乳業（現：明治）「明治ブリック」、歌・作曲：叶央介）
- 金鳥渦巻音頭（金鳥かとりせんこう、歌：小柳ルミ子）
- ぽけっとにぽけっとが（コダック「ポケットカメラ」、作曲：小川よしあき）
- エバラ焼肉のたれ（エバラ食品工業「焼肉のたれ」、作曲：若月明人）
- ケチャップ食べる子元気な子（カゴメ「カゴメケチャップ」、作曲：すぎやまこういち）
- アンツーカーの走り（スズキ「カルタス」、作曲：はやし・こば）
- ただいまのあとは（明治製菓（現：明治）「イソジン」、歌：やまがたすみこ、作曲：小杉保夫）
- キンチョーサッサ（大日本除虫菊「キンチョーサッサ」、歌：堀内美紀、作曲：すぎやまこういち）
- あなたはNo.1（タカノフーズ「おかめ納豆 水戸一番」、作曲：小林亜星）
- 北国の海（東日本フェリー、歌・作曲：アイ・ジョージ）
- おトイレ・ソング（藤沢薬品工業（現：第一三共ヘルスケア）「ピコレット」、歌：ミンツ・中沢勇志、作曲：はやしこば）
- 石丸電気の歌（石丸電気、歌：藤本房子・富田伊知郎、作詞・作曲：桜井順、補作詞：伊藤アキラ ）
- ハートでさくらや（さくらや、作曲：小杉保夫）
- 今日も歩くこの道（相鉄ローゼン、歌：チェリッシュ、作曲：桜井順）
- みんなの幸せ（筑水キャニコム社歌、作曲：小林亜星）
- 街は青春（両備グループ、歌：藤島新、作曲：あかのたちお）
- ふるさといつも（日本香堂「毎日香」、歌：藤田淑子、作曲：小杉保夫）
- 嵯峨野さやさや（あぜくら、作曲：小林亜星）
- シウマイ旅情（崎陽軒、作曲：越部信義）
- ハッピーショッピング（フジ・リテイリング（愛媛県）、歌：山本潤子、作曲：馬飼野康二）
- キミとボクの街（新天町（福岡県）、歌：額田和代・可愛和美、作曲：越部信義）
- 走れ!自転車（松戸競輪場、歌：子門真人、作曲：越部信義）
- 花咲く六花亭（六花亭、作曲：小林亜星）
- ゆれて ゆれて（ウィンクル、作曲：葵まさひこ）
- down down（長崎屋「期末特別大廉売」、歌：杉田優子、作・編曲：中村弘明）
- 長崎屋祭（長崎屋、歌：津田義彦・大野方栄、作・編曲：中村弘明）
- 大きな翼（全日本空輸、歌：大橋純子、作・編曲：井上忠夫）
- ほほえみHOMETOWN（湊組（湊組グループ）、歌：村井博、作曲：中崎英也）

### 団体歌など
- VICTORY ROAD〜ヤクルトスワローズのテーマ〜（ヤクルトスワローズ応援歌、歌：ILYS、作曲：すぎやまこういち）
- 輝け潮流（オリックス・ブルーウェーブ球団歌、作曲・歌：三井誠）
- 勝利の港（ヴィッセル神戸応援歌、歌：チャーリー・コーセイ、作曲：小杉保夫）
- いざたたかわん（UCC上島珈琲社歌、歌：尾崎紀世彦、作詞：山本俊二・伊藤アキラ、作曲：山本直純）
- 炎の詩（品川ファーネス社歌、作曲：小林亜星）
- サンテレビステーションソング（作曲：小森昭宏）
- 手と手と手とTeNY（テレビ新潟ステーションソング、作曲：小林亜星）
- BIG SKY（福島放送ステーションソング、歌：須藤薫→千年さとみ、作曲：瀬尾一三）
- みつめあえばそこに（テレビ信州社歌、歌：やまがたすみこ・藤島新、作曲：坂田晃一）
- 札幌大学校歌（作曲：森田公一）
- 常磐大学校歌（作曲：小林亜星）
- あした大きく（新潟県上越市立（旧大島村立）大島小学校校歌、作曲：小林亜星）
- WAVE! 風のジャンボリー（ボーイスカウト日本連盟第14回日本ジャンボリーの歌、作曲：樋口康雄、編曲：寺田鉄生）
- きいたら、ききたい（TBSラジオが1990年（平成2年）4月から2000年（平成12年）9月まで放送開始・終了時に放送された。歌：森川由加里、作曲：馬飼野康二）
- 千葉県印旛郡酒々井町立大室台小学校校歌（作曲：越部信義）
- 上田わっしょい（長野県上田市で開催される市民祭りの曲　作曲：佐藤勝）
- 永遠に路あり（日本郵船社歌 作曲：樫原伸彦）
- こもろドカンショ（作曲：小森昭宏、歌：水木一郎）
- 泳げ！世界へ！（千葉県にあるインターナショナルスイミングの歌、作曲：小林亜星）
- 漕ぎだせマーメイド（シキボウ100周年記念ソング補作詞、作曲：服部克久）
- 明け行く空に（JR東日本社歌　補作詞、作曲：森田公一、歌：サーカス）
- 風を起こす者（大林組コーポレートソング、作曲:織田哲郎、歌：白井貴子）

## 作品集
- 伊藤アキラ CM WORKS ON・アソシエイツ・イヤーズ（2008年10月18日、Solid Records、CDSOL-1271）
- 伊藤アキラ CM WORKS CMソング傑作選（2009年9月16日、Solid Records、CDSOL-1312）
- 伊藤アキラ ソングブック（2021年12月22日、日本コロムビア、COCP-41660-2）